# Capdesaso
Capdesaso ist eine Gemeinde in der Provinz Huesca in der Autonomen Gemeinschaft Aragonien in Spanien. Sie liegt nördlich von Sariñena in der Comarca Monegros. Auf dem Gemeindegebiet liegt ein als „la Laguneta“ bekanntes kleines Karstgewässer.

## Bevölkerungsentwicklung seit 1991
| 1991 | 1996 | 2001 | 2004 |
| ---- | ---- | ---- | ---- |
| 198  | 194  | 170  | 160  |

## Sehenswürdigkeiten
- Die einschiffige Kirche San Juan Bautista aus dem 16. Jahrhundert, die sich an einen Verteidigungsturm anlehnt.
- Die Einsiedelei Santa Elena, ebenfalls aus dem 16. Jahrhundert.